# Divinyls
Divinyls — австралийская рок-группа, образованная в Сиднее в 1980 году. Центральной фигурой коллектива была вокалистка Кристина Ампфлетт, которую AMG назвал «самой динамичной концертной исполнительницей из всех, что Австралия выпускала во внешний мир». Ампфлетт выходила на сцену в сетчатых чулках и форме школьницы, манипулировала неоновыми лампами в качестве «фаллических символов» и при этом весьма агрессивно вела себя в отношении — как коллег по группе, так и зрителей первых рядов.
В 80-х годах Divinyls трижды входили в австралийские синглз-чарты («Science Fiction», #13 1983; «Good Die Young» #32, 1984; «Pleasure and Pain» #11, 1985), но всемирного успеха добились в 1991 году, когда вышел сингл «I Touch Myself» (#1 Австралия, #4 США, #10 Великобритания). Divinyls выпустили пять студийных альбомов, 4 из них входили в первую австралийскую десятку, один («diVINYLS») поднялся до #15 в США. Группа несколько раз меняла состав, сохраняя неизменным ядро — Ампфлетт и гитарист Марк МакЭнти (экс-Air Supply). В 1998 году Divinyls распались.
В мае 2001 года APRA (Australasian Performing Right Association), празднуя 75-летие, составила список 30 лучших австралийских песен: туда вошла и «Science Fiction», песня Divinyls.В 2006 году Divinyls были введены в Австралийский зал славы рок-н-ролла.В конце 2007 года Ампфлетт и МакЭнти собрались вновь, чтобы выпустить сингл «Don’t Wanna Do This».
В конце 2018 года МакЭнти собрались вновь с новой вокалисткой Лорен Уорд и гитаристом Франком Инфанте, для австралийского турне в 2019 году.

## Состав
- Кристина Ампфлетт (1980—1997, 2006—2009), вокал
- Лорен Уорд (2018-наст.время), вокал
- Марк МакЭнти (1980—1997, 2006—2009, 2018-наст.время), гитара
- Франк Инфанте (1987, 2018-наст.время), гитара
- Бьарнэ Олин (1980—1986), клавишные, гитара, бэк-вокал
- Джереми Под (1980—1982), бас-гитара
- Ричард Харви (1981—1985), ударные
- Кен Фирт (1982), бас-гитара
- Рик Гроссман (1982—1987), бас-гитара
- Дж.Дж.Харрис (1985—1986), ударные
- Том Кэйн (1987), ударные
- Кенни Лайон (1987), клавишные
- Мэттью Хьюз (1987—1988), клавишные, бас
- Уоррен Маклин (1988), ударные
- Тим Милликан (1988), бас-гитара
- Роджер Мэйсон (1988—1989, 1990), клавишные
- Тим Поулс (1989), ударные
- Чарли Дрэйтон (1990—1997, 2006—2009), ударные
- Бенмонт Тенч (1990—1991), клавишне, хаммонд-орган
- Рэнди Джексон (1990), бас-гитара
- Ли Боркман (1991), клавишные
- Джим Хилбан (1991), бас-гитара
- Марк Мейер (1991), ударные
- Чарли Оуэн (1991, 2006—2009), гитара
- Джером Смит (1991, 2006—2009), бас-гитара
- Клэйтон Доли (2007—2009), клавишные

## Дискография

### Альбомы
- Monkey Grip EP (1982)
- Desperate (1983)
- What a Life! (1985)
- Temperamental (1988)
- diVINYLS (1991)
- Underworld (1996)
- Live (2001)
- Pleasure and Pain (2003)[6]

### Сборники
- Essential (1991)
- The Collection (1994)
- Make You Happy (1997)
- Greatest Hits (2006)